# Pectenocypris balaena
 Pectenocypris balaena és una espècie de peix cipriniforme de la família dels ciprínids.

## Morfologia
- Els mascles poden assolir 3,5 cm de longitud total.[1][2]

## Alimentació
Menja fitoplàncton.

## Hàbitat
És un peix d'aigua dolça i de clima tropical.

## Distribució geogràfica
Es troba a Àsia: Borneo.